# 馬士榮
馬士榮（Wayne L. Marston，1947年2月27日— ）是前加拿大新民主党 (NDP) 政客。 2006至2015年間，他曾在加拿大國會下議院代表咸美頓市的咸美頓东—石溪選區 (Hamilton East—Stoney Creek) 的国会议员。

## 從政歷史
馬士榮在2006年聯邦大選中首次当选议员，以466票的优势击败时任自由党议员華禮利。 他随后于2008年和2011年再次連任。他在2015 年选举中输给了自由党候选人、前咸美頓市长白博(Bob Bratina)。
在當選成為下议院议员之前，馬士榮曾擔任咸美頓及地区劳工委员会主席长达11年，也是1996年2月23日至24日咸美頓行动日组织委员会的联合主席，在行動中，10萬人参加了對當時在咸美頓举行的安大略省进步保守党大会的示威。从2000年起，馬士榮被選為了咸美頓-溫禾夫地区教育局第5区的學務委員，直至2006年1月24日勝出聯邦選舉後辞职。
馬士榮曾于1993年和1997年代表新民主党競逐咸美頓东選區，但兩次皆鎩羽而歸，敗於自由党内阁部长希拉·科普斯 (Sheila Copps) 。他也曾在1996年咸美頓東選區補選中角逐，該補選补选因科普斯辞职而引发，原因是她的政府未能像她和她的政党在1993年所承诺的那样废除不受欢迎的聯邦貨勞税。
尽管科普斯参加了1996年的补选并获胜，但馬士榮最终以微弱优势屈居第二，並大大缩小了科普斯的得票差距。
咸美頓東選區曾经是自由黨在咸美頓地区表現最佳的（甚至在1984年布莱恩·马尔罗尼领导的进步保守党大获全胜时，自由黨也保住了該議席），但在補選之后，咸美頓東選區成为了自由黨在咸美頓最弱的選區；隨後，咸美頓西選區、咸美頓山選區和石溪選區都为自由黨带来了更大的胜利优势。該次補選後，科普斯在自由党內的地位急劇下降，最终在2004年，當她的咸美頓東选区和華禮利的石溪選區被合併成新的咸美頓东—石溪选区的時候，她在自由党的黨內初選中敗於同为自由黨議員的華禮利。